# 鄭秉恬
鄭秉恬（1783年—?），字性合，号壑云，江西瑞州上高人。清朝官員。

## 生平
郑秉恬於道光二年（1822年）中式壬午科戴兰芬榜一甲第二名进士（榜眼）。授翰林院编修。不久外放山西知縣，先后任五寨縣、曲沃縣知县等职。后离职返乡，在豫章书院主讲。
工诗文书法。著有《云壑遗稿》。